# Hôpital Daler
L'Hôpital Daler est une clinique privée reconnue d'utilité publique située à Fribourg, en Suisse. Elle est ouverte à toutes et tous quelle que soit la couverture d'assurance.

## Histoire
Le banquier Jules Daler décède en 1889 et lègue 864 200 francs suisses à la paroisse réformée de Fribourg, pour la fondation d'un hôpital portant son nom, qui pourrait venir en aide aux patients protestants du canton de Fribourg ainsi qu'aux malades non-bourgeois de la ville de Fribourg. L'inauguration de l'Hôpital Daler a lieu le 14 octobre 1917.
L'établissement franchi le cap des 1 000 naissances en 2011, 1 320 en 2013 et entrevoit de dépasser les 1 500 nouveau-nés en 2014. Une collaboration est trouvée avec l'Hôpital Fribourgeois voisin en 2014 afin de renforcer l'offre cantonale dans le domaine de l'obstétrique. En 2016, l'Hôpital Daler recense 5 412 hospitalisations et 1 556 naissances, ce qui représente une augmentation par rapport aux années précédentes.
L'établissement célèbre ses 100 ans en 2017.

## Spécialités et services
Près de 30 spécialités y sont proposées, parmi lesquelles figurent la médecine générale, la chirurgie, la cardiologie, la gynécologie, l'oncologie, la médecine sportive...
Aussi, l'Hôpital Daler propose des prestations comme la diététique, la physiothérapie, la stomathérapie, ainsi qu'un fitness,.

## Liens
- Site officiel